# سیارک ۶۶۶۴
سیارک ۶۶۶۴ (به انگلیسی: 6664 Tennyo، نامگذاری:1993CK) شش هزار و ششصد و شصت و چهارمین سیارک کشف شده‌است که در ۱۴ فوریه ۱۹۹۳ کشف شد.
قدر مطلق سیارک برابر ۱۲٫۹۰ است.